# Antonio Cachia

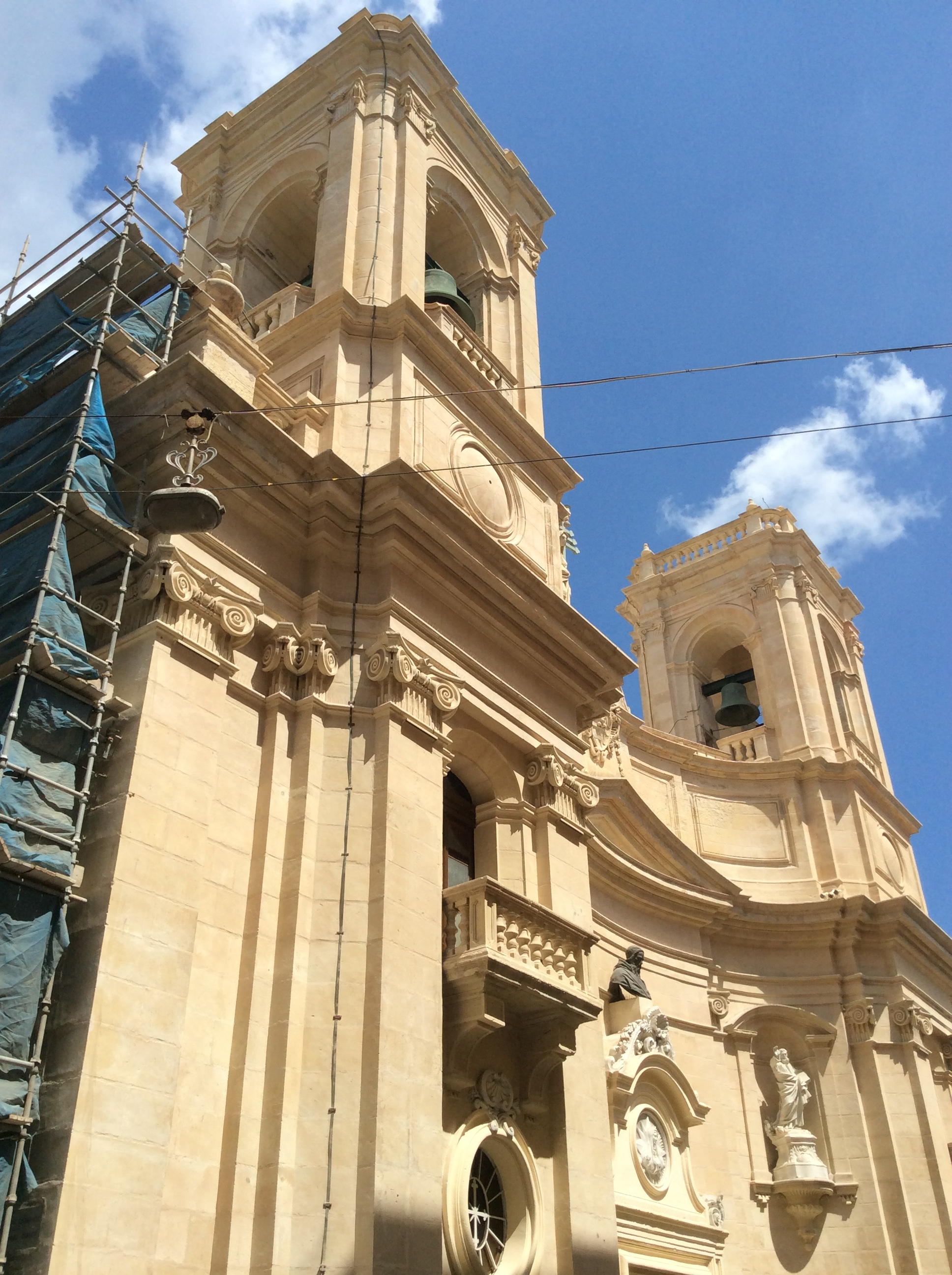
kościół św. Dominika w Valletcie, zaprojektowany przez Antonio Cachię w 1804

Antonio Cachia (ur. 1739, zm. 1813) – był to maltański architekt, inżynier cywilny i wojskowy oraz archeolog, który działał na przełomie XVIII i XIX wieku.
Był synem architekta Gio Domenico Cachii, który był prawdopodobnie tą samą osobą, co Domenico Cachia, capomastro, który nadzorował budowę Auberge de Castille. Był kuzynem Michele Cachii, innego architekta i inżyniera wojskowego.

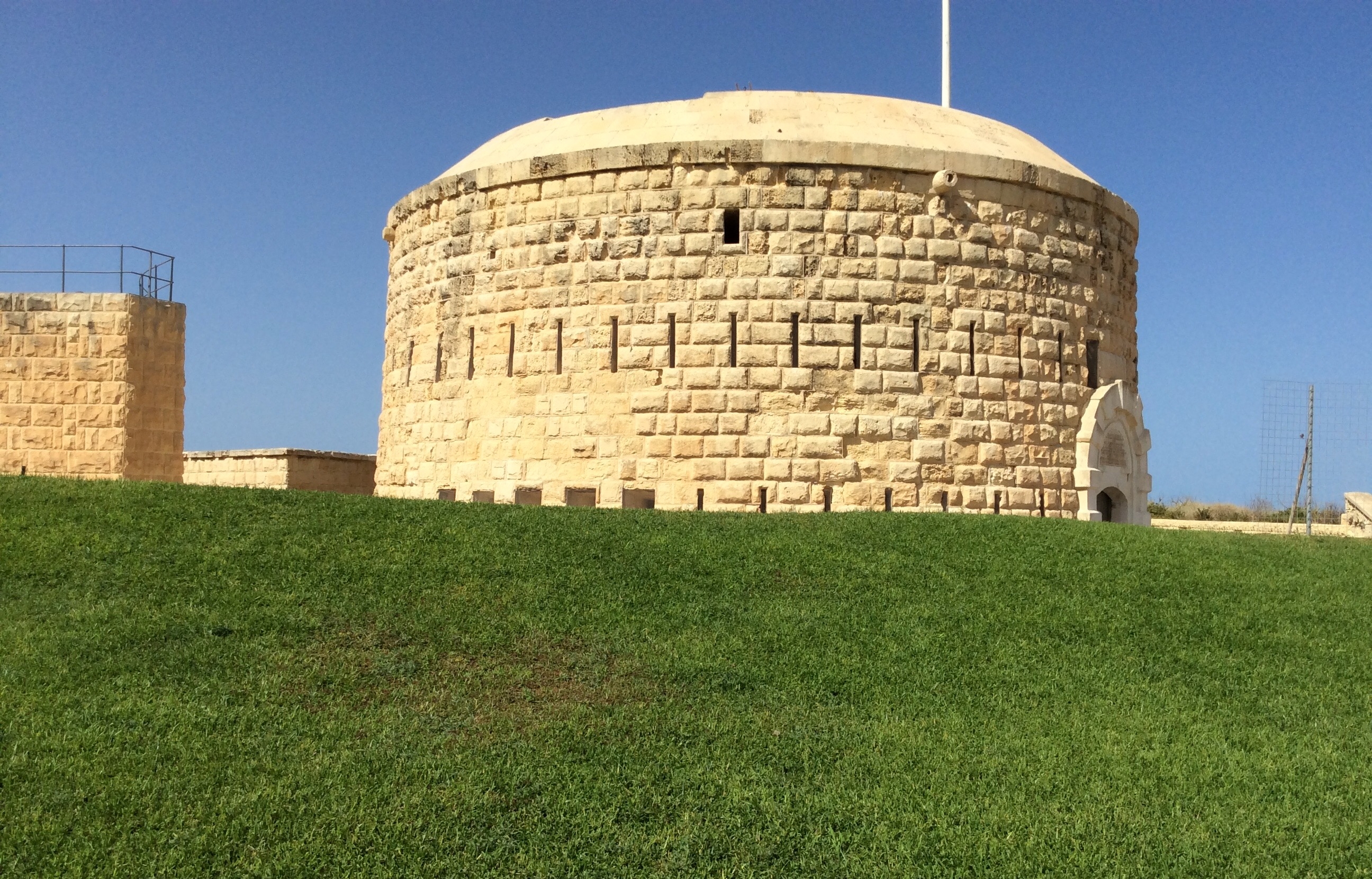
Fort Tigné, którego budowę nadzorował Antonio Cachia

Antonio Cachia został w 1779 Capomastro delle Opere. W 1787 otrzymał od papieża Piusa VI tytuł Rycerza Komandora Orderu Złotej Ostrogi. Odpowiadał za prace nad różnymi fortyfikacjami, w tym modernizację fortu Ricasoli i budowę fortu Tigné. W Valletcie zaprojektował lub wybudował kościół św. Dominika, kościół św. Augustyna oraz klasztor św. Katarzyny. Mówi się, że skończył budowę Bibliotheki, której projektantem był Stefano Ittar.
Cachia zaprojektował też kilka ogrodów, w tym Ġonna tal-Kmand w różnych miejscach wokół Malty, oraz Lower Argotti Gardens we Florianie. Przeprojektował też Floriana Granaries oraz Market House (dziś znany jako Middle Sea House). Ostatecznie otrzymał posadę głównego inspektora stoczni cywilnej.
Podczas swego życia Antonio Cachia został członkiem kilku europejskich akademii architektury. Zmarł 6 czerwca 1813.